# Oxytauchira brachyptera
Oxytauchira brachyptera är en insektsart som beskrevs av Zheng, Z. 1981. Oxytauchira brachyptera ingår i släktet Oxytauchira och familjen gräshoppor. Inga underarter finns listade i Catalogue of Life.